# Рафаел Бастос
Рафаель Бастос (порт. Rafael Bastos, нар. 1 січня 1985, Ріо-де-Жанейро, Бразилія) — бразильський футболіст, півзахисник клубу «Фігейренсе».

## Ігрова кар'єра
Вихованець футбольної школи клубу «Баїя». Дорослу футбольну кар'єру розпочав 2006 року в основній команді того ж клубу, в якій провів один сезон, взявши участь у 20 матчах чемпіонату.
Згодом з 2007 по 2010 рік грав у складі команд клубів «Крузейру», «Белененсеш», «Насьонал», «Віторія» (Салвадор), «Консадолє Саппоро» та «Брага».
Своєю грою за останню команду привернув увагу представників тренерського штабу клубу «ЧФР Клуж», до складу якого приєднався 2010 року. Відіграв за команду з Клужа наступні три сезони своєї ігрової кар'єри. Більшість часу, проведеного у складі «Клужа», був основним гравцем команди.
Протягом 2013–2015 років захищав кольори клубів «Аль-Наср» (Ер-Ріяд), «Левскі» та «Аль-Кувейт».
До складу клубу «Фігейренсе» приєднався 2015 року.

## Титули і досягнення
- Чемпіон Румунії: 2011-12
- Чемпіон Таїланду: 2017
- Володар Суперкубка Румунії: 2010